# Sextonde söndagen efter trefaldighet
Sextonde söndagen efter trefaldighet är en av söndagarna i "kyrkans vardagstid".
Den infaller 24 veckor efter påskdagen.
Den liturgiska färgen är grön.
Temat för dagens bibeltexter enligt evangelieboken är Döden och livet:, och en välkänd text är berättelsen ur Johannesevangeliet om hur Jesus uppväcker Lasaros från de döda.

## Svenska kyrkan

### Texter
Söndagens tema enligt 2003 års evangeliebok är Döden och livet. De bibeltexter som används för att belysa dagens tema är:
| Första årgången                                                        | Andra årgången                                                              | Tredje årgången                                              | Psaltarpsalm        |
| Jesaja 26:19 Andra Korinthierbrevet 4:7-14 Johannesevangeliet 11:28-44 | Första Kungaboken 17:17-24 Uppenbarelseboken 2:8-11 Lukasevangeliet 7:11-17 | Job 14:13-15 Filipperbrevet 1:20-26 Markusevangeliet 5:35-43 | Psaltaren 107:18-22 |

### Fotnoter
1. ↑  ”Sextonde söndagen efter trefaldighet”. Svenska kyrkan. Arkiverad från originalet den 8 december 2015. https://web.archive.org/web/20151208102033/https://www.svenskakyrkan.se/troochandlighet/kyrkoarets-bibeltexter?helgdag=19. Läst 27 november 2015.
2. ↑   Den svenska psalmboken med tillägg. Stockholm: Verbum. 2005. sid. 1523–1526. Libris ht7wjxh8f3k4gcqk. ISBN 978-91-526-5515-3